# هيروس أوف مايت أند ماجيك 3: ذا شادو أوف ديث
هيروس أوف مايت أند ماجيك 3: ذا شادو أو ديث (بالإنجليزية: Heroes of Might and Magic III: The Shadow of Death)‏ هي لعبة فيديو تم إنتاجها في سنة 2000 من قبل شركة نيو ورلد كومبيوتنغ وتم إنتاجها لأجهزة مايكروسوفت ويندوز وماكنتوش في الحاسوب.

## روابط خارجية
- هيروس أوف مايت أند ماجيك 3: ذا شادو أوف ديث على موقع IMDb (الإنجليزية)